# Zahnriemenantrieb (Fahrrad)

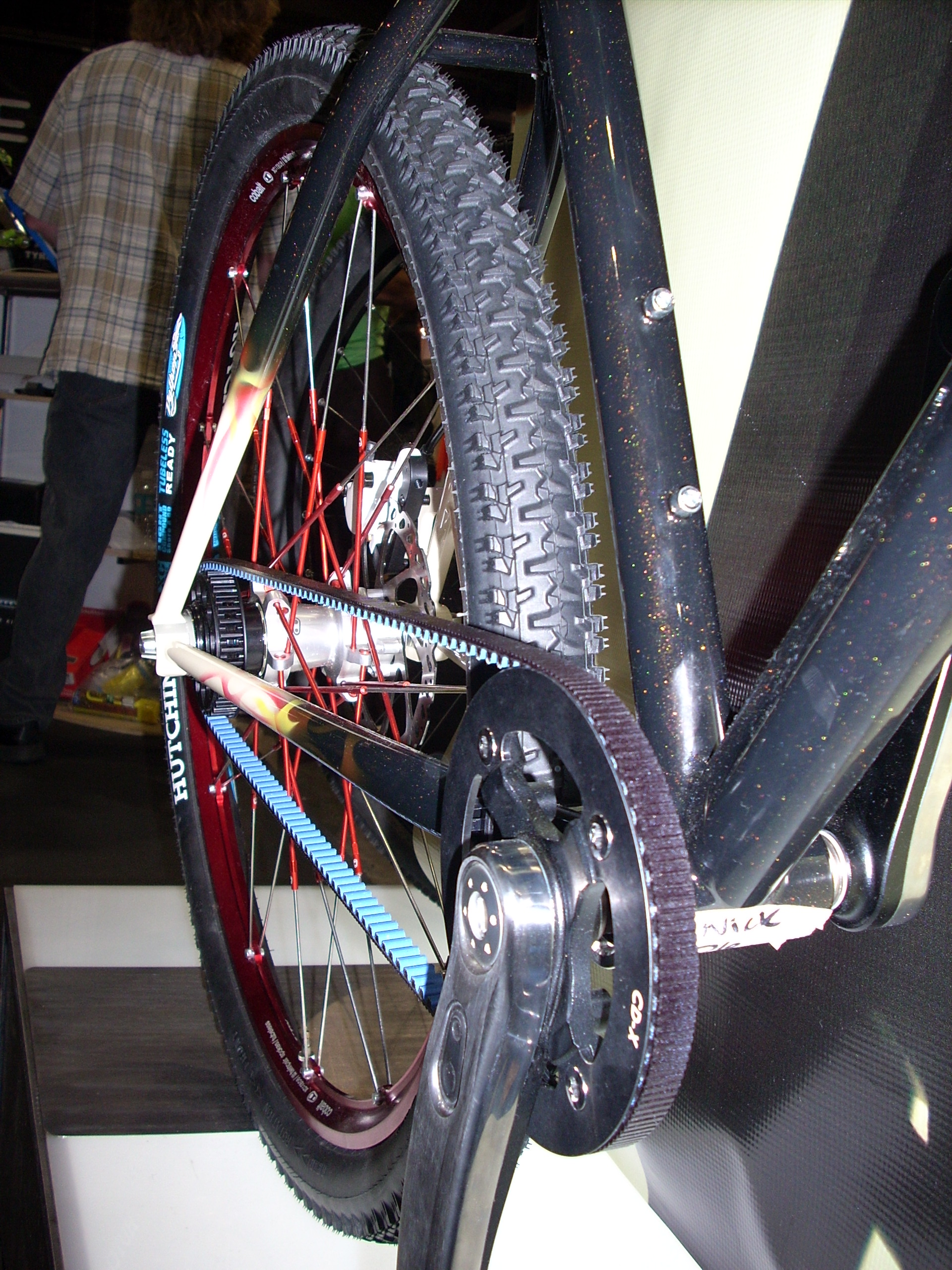
Zahnriemenantrieb an einem Fahrrad

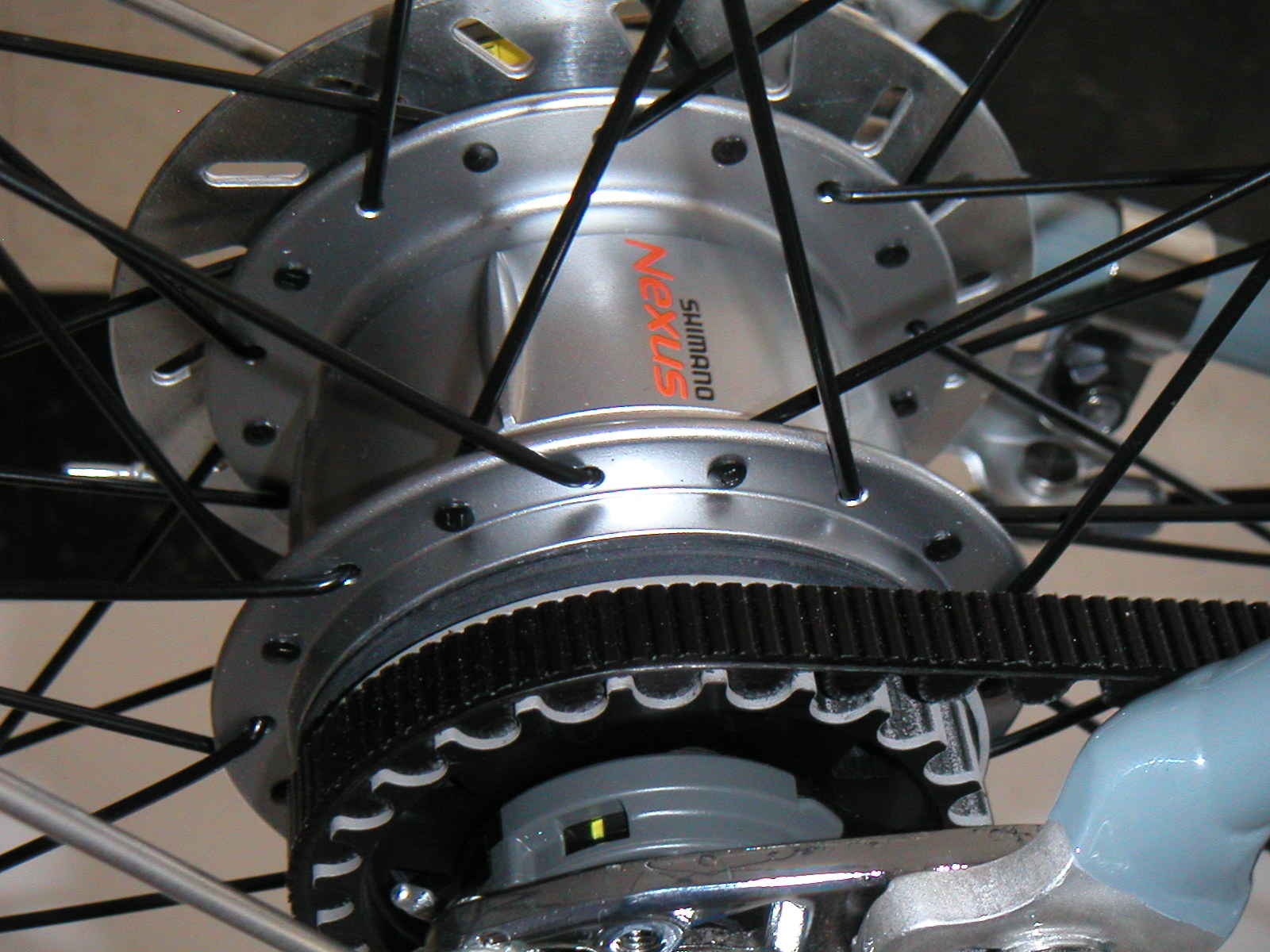
Riemen auf Zahnscheibe am Hinterrad eines Fahrrads

Der Zahnriemenantrieb beim Fahrrad basiert auf einem Zahnriemen als Kraftübertragungsmedium von Kurbel zu Nabe. Er stellt bei Rädern mit Nabenschaltungen, Tretlagergetriebe oder Eingangrädern eine Alternative zum herkömmlichen Kettenantrieb dar.

## Technik
Statt einer Kette kommen gezahnte Riemen aus Gummi-Mischgewebe zur Kraftübertragung zum Einsatz, die auf Zahnscheiben anstelle von Kettenblättern und Zahnkränzen laufen.
Der Vorteil des Zahnriemenantriebs bei Fahrrädern ist der im Verhältnis zur Fahrradkette geringere Verschleiß und damit die Langlebigkeit des Übertragungsmediums. Die Riemen sind wartungsarm und müssen nicht geschmiert werden. Riemen sind zudem deutlich leichter als Metallketten; sie wiegen mit 70 bis 90 g nur rund ein Drittel im Vergleich zu modernen Fahrradketten (ca. 300 g). Ein wesentlicher Nachteil der endlos gefertigten Riemen ist, dass diese nicht wie herkömmliche Ketten durch Ausdrücken eines Bolzens mittels eines Kettennieters oder Öffnen eines Kettenschlosses geöffnet werden können. Dadurch kann die Länge des Riemens nicht angepasst werden (wie es durch Entfernen oder Einfügen von Kettengliedern möglich ist), somit ist für jedes Rad ein Riemen in spezifischer Länge notwendig. Ferner ist für die Rahmen eine spezielle Bauweise notwendig, damit die Riemen in den Hinterbau eingebaut werden können. In der Regel wird diesem Umstand durch eine teilbare rechte Sitzstrebe Rechnung getragen, um bedarfsweise die erforderliche Lücke zum „Einfädeln“ des Riemens zu erhalten. Die Teilbarkeit der Rahmenstrebe hebt den Massevorteil teilweise wieder auf.
Damit es nicht zu Rissen im Riemen kommt, muss die Riemenspannung bei ersten Versuchen sehr präzise eingestellt werden. Mittlerweile werden die Riemen mit Carbonfasern verstärkt, was die Lebensdauer stark erhöht, die Riemen aber auch verteuert.

## Entwicklung
Im Zweiradbereich wurde bei Motorrädern die Technik des Zahnriemenantriebs zur Kraftübertragung an das Hinterrad früher erprobt als in der Fahrradtechnik.
Ein Grund für die zögerlichere Anwendung bei Fahrrädern sind die sehr stark schwankenden Zugkräfte durch die Eigenart des Tretkurbelantriebes. Je nach Stellung der Tretkurbel im Tretzyklus variiert die übertragene Kraft durch die sich verändernden Hebelverhältnisse. Bei dem Tritt in die Pedale variiert das Drehmoment und somit die auf den Zahnriemen einwirkende Kraft stark, was zu einer hohen Beanspruchung führt. Auch muss es eine Möglichkeit geben, den Riemen einzubauen. Der Fahrradrahmen muss, im Gegensatz zu einer Fahrradkette, die man öffnen und schließen kann, zu öffnen sein. Des Weiteren müssen die Riemenscheiben auch bei flexendem Rahmen exakt fluchten, um Schieflauf und daraus resultierenden erhöhten Verschleiß oder Beschädigungen des Riemens zu vermeiden. Rahmen für Riemenantriebe müssen daher ein erhöhtes Maß an Hinterbausteifigkeit aufweisen.
Die verwendeten Riemenscheiben waren zunächst aus Aluminium und Stahl, wie auch bei Zahnkränzen gebräuchlich. Für einen besseren Schutz vor Korrosion und weniger Verschleiß der Scheiben und Riemen wurden ab 2012 Edelstahlscheiben eingeführt.
Im hochpreisigeren Nabenschaltungssegement und bei Tretlagerschaltungen kommen heute (2023) auch Riemenantriebe zum Einsatz. Meist kommt der Antrieb von Gates zum Einsatz.
2018 musste die Continental AG ihre Riemen komplett zurückrufen und hat sie vom Markt genommen, da diese reißen konnten. Es wurde empfohlen, die ausgelieferten Fahrräder auf Kettenantrieb oder auf ein Riemensystem der Konkurrenz umzurüsten, wenn der Rahmen die technischen Anforderungen erfüllt.
2018 erschien von der Firma Veer ein Nachrüstriemen-Satz, der einen schließbaren Riemen enthält und an Standard-Fahrradrahmen montiert werden kann.

## Lebensdauer
Unter Laborbedingungen mit simulierten Belastungen erreicht der Zahnriemenantrieb eine Lebensdauer von 20.000 km. Praktisch hält er ungefähr 6000 bis 10.000 km, je nach Verschmutzung auch kürzer.

## Hersteller

### Riemen
- Carbon Drive der Gates Corporation aus Denver (USA)
- Veer Split Belt Riemen zum umrüsten (Californien, USA)
- ehemalig: Contitech Power Transmission Group (2013) von Continental, entwickelte mit Benchmark Drives (Hersteller von Pedelec-Antrieben) ein Antriebssystem für Fahrräder, Pedelecs und E-Bikes, 2018 eingestellt und vom Markt genommen.